# Máquina de Turing de várias faixas
A Máquina de Turing de Várias Faixas é um tipo específico de Máquina de Turing multifita. Na máquina de turing com n-fitas padrão, n cabeçotes se movem independemente ao longo das n fitas. Na máquina de Turing com n-faixas, um cabeçote lê e escreve as faixas simultaneamente. A posição da fita na máquina de Turing com n-faixas contém n símbolos do alfabeto da fita. Isso é equivalente a máquina de Turing padrão e portanto aceita precisamente as linguagens recursivamente enumeráveis.

## Definição Formal
A máquina de Turing multi-fita pode ser definido formalmente como uma 6-tupla {\displaystyle M=\langle Q,\Sigma ,\Gamma ,\delta ,q_{0},F\rangle }, onde
- {\displaystyle Q} é um conjunto finito de estados
- {\displaystyle \Sigma } é um conjunto finito de símbolos chamado alfabeto da fita
- {\displaystyle \Gamma \in Q}
- {\displaystyle q_{0}\in Q} é o estado inicial
- {\displaystyle F\subseteq Q} éo conjunto de estados de aceitação.
- {\displaystyle \delta \subseteq \left(Q\backslash A\times \Sigma \right)\times \left(Q\times \Sigma \times d\right)} é a relação entre estados e símbolos chamados função de transição.
- {\displaystyle \delta \left(Q_{i},[x_{1},x_{2}...x_{n}]\right)=(Q_{j},[y_{1},y_{2}...y_{n}],d)}

onde {\displaystyle d\in {L,R}}

## Prova de equivalência com uma Máquina de Turing padrão
Aqui está a prova que a máquina de Turing de duas faixas é equivalente a uma máquina de Turing padrão. Isso pode ser generalizado para uma Máquina de Turing de n-faixas. Seja L uma linguagem recursivamente enumerável. Seja M= {\displaystyle \langle Q,\Sigma ,\Gamma ,\delta ,q_{0},F\rangle } seja uma máquina de Turing padrão que aceita L. Seja M' a máquina de Turing de duas faixas. Para provar que M=M' devemos mostrar que M {\displaystyle \subseteq } M' e M' {\displaystyle \subseteq } M.
- {\displaystyle M\subseteq M'}

Se todas as faixas menos a primeira é ignorada então M e M' são claramente equivalentes. 
- {\displaystyle M'\subseteq M}

O alfabeto da fita de uma máquina de Turing de uma fita equivalente a uma máquina de Turing de duas faixas, consiste em um par ordenado.  O símbolo de entrada de uma máquina de Turing M' pode ser identificada como um par ordenado [x,y] da máquina de Turing M. A máquina de Turing de uma faixa é:
M= {\displaystyle \langle Q,\Sigma \times {B},\Gamma \times \Gamma ,\delta ',q_{0},F\rangle } com a função de transição {\displaystyle \delta \left(q_{i},[x_{1},x_{2}]\right)=\delta '\left(q_{i},[x_{1},x_{2}]\right)}
Essa máquina também aceita L.